# رايخسجاو زالتسبورغ
رايخسجاو سالزبورغ (الإنجليزية: Gau Salzburg ) كان قسمًا إداريًا لألمانيا النازية في سالزبورغ، النمسا. كانت موجودة بين عامي 1938 و1945.

## التاريخ
تم إنشاء نظام النازي جاو في الأصل في مؤتمر للحزب في 22 مايو 1926، من أجل تحسين إدارة هيكل الحزب. منذ عام 1933 وما بعده، بعد الاستيلاء النازي على السلطة، حل الجاو محل الولايات الألمانية كتقسيمات إدارية في ألمانيا. 
على رأس كل جاو، هناك غاوليتر ذو صلاحيات شبه مطلقة. كل غاولتير محلي غالبًا ما كان يشغل مناصب حكومية بالإضافة إلى مناصب حزبية وكان مسؤولًا، من بين أشياء أخرى، عن الدعاية والمراقبة، ومنذ سبتمبر 1944 فصاعدًا، فولكسستورم والدفاع عن الغاو.  
تم شغل منصب غاولايتر سالزبورغ في البداية من قبل فريدريش راينر، ومن عام 1941، من قبل غوستاف أدولف شيل بينما تولى أنطون وينترستيجر منصب نائب الغاولايتر طوال تاريخ Reichsgau من 1938 إلى 1945.  